# Симон Волхв
Си́мон Волхв (греч. Σίμων ὁ μάγος, лат. Simon Magvs) — религиозный деятель гностицизма I века н. э. и лжемессия. Возможно, основатель секты симониан. По мнению некоторых древних христианских авторов, Симон Волхв был родоначальником гностицизма и «отцом всех ересей» в христианстве. Библейский персонаж, упоминается в Деяниях Апостолов.

## Биография
Симон Волхв, как пишет Иустин Философ, самаритянин из деревни Гитта, которую другие авторы называют «Гиттон». Самое раннее сохранившееся упоминание о Симоне восходит к Деяниям святых апостолов (Деян. 8:9—24), в 8 главе которых Евангелист Лука описывает миссионерскую деятельность за пределами Иерусалима. Апостол от семидесяти Филипп приходит «в город Самарийский», где проповедует (Деян. 8:5), после чего упоминается «некоторый муж, именем Симон», который «волхвовал и изумлял народ Самарийский, выдавая себя за кого-то великого» (Деян. 8:9). Филипп обратил в христианство и крестил многих жителей города, среди которых был и Симон. Когда в город прибыли апостолы Пётр и Иоанн, Симон был удивлён тому, как они передают людям Святой Дух через возложение руки, и он предложил деньги в обмен на эту силу, на что Пётр призвал Симона покаяться в грехах и помолиться (Деян. 8:17—24). Благодаря этому сюжету возникло выражение «симония» — продажа таинств и санов.
По Иустину Философу, почти все самаритяне и некоторые другие нации поклонялись Симону Волхву как Богу, «который превыше всех сил, властей и могуществ». Симон, согласно Иринею Лионскому, думал, что апостолы использовали магию для исцеления больных, и сам интенсивно изучал её, чтобы иметь большую власть над людьми. Симон отправился в город Сур, где выкупил рабыню Елену, которую он назвал своей «первой мыслью».
Симон Волхв является одной из центральных фигур апокрифических «Деяний Петра», хотя и не признанных каноническими, но оказавших влияние на христианскую традицию о страданиях и смерти Петра.
Дальнейшая судьба Симона известна из других источников (главным образом через Иринея и Ипполита, пользовавшихся не дошедшею до нас «Синтагмой» святого Иустина, земляка Симона). Из Самарии Симон прибыл в Тир, где на деньги, отвергнутые апостолами, выкупил из блудилища пребывавшую там 10 лет женщину Елену и объявил её творческой мыслью (греч. έπινοια) верховного божества, родившего через неё архангелов и ангелов, сотворивших наш мир. Самого себя он выдавал за этого верховного бога как являемого в прошедшем, настоящем и будущем (ό εστώς, στάς, στησόμενος).
Применяясь к христианским терминам, Симон Волхв объявил, что он есть «отец», «сын» и «дух святой» — три явления единого сверхнебесного (греч. ύπερουράνιος) Бога: как отец он явился в Самарии в собственном лице Симона; как сын — в Иудее, в лице Иисуса, которого оставил перед распятием; как дух святой он будет просвещать язычников во всей вселенной. О нераздельной с ним мысли божией он рассказывал, что созданные ей космические духи, движимые властолюбием и неведением, не захотели признавать её верховенства и, заключив её в оковы чувственно-телесного бытия, заставили последовательно переходить из одного женского тела в другое.
Она явилась, как гомеровская Елена, виновницей Троянской войны, а через 1000 лет очутилась проституткой в Тире, где Симон Волхв, следивший за всеми её превращениями, подобрал её, как добрый пастырь потерянную овцу. Известие о путешествии Симона в Рим и его успехах там совершенно правдоподобно, но эти успехи, конечно, не доходили до публичных почестей со стороны императора и сената, как сообщают церковные писатели, введённые в заблуждение ошибочным чтением надписи на одной статуе, посвящённой латинизованому семитическому божеству Semo Sancus. Псевдоклементины содержат много подробных, но недостоверных сведений о Симоне: о его долгом противоборстве с апостолом Петром в Кесарии и в Риме, о его неудачной попытке вознестись на небо и ещё более неудачной — воскреснуть из гроба, куда по его требованию ученики положили его живым, а через три дня нашли мертвым.

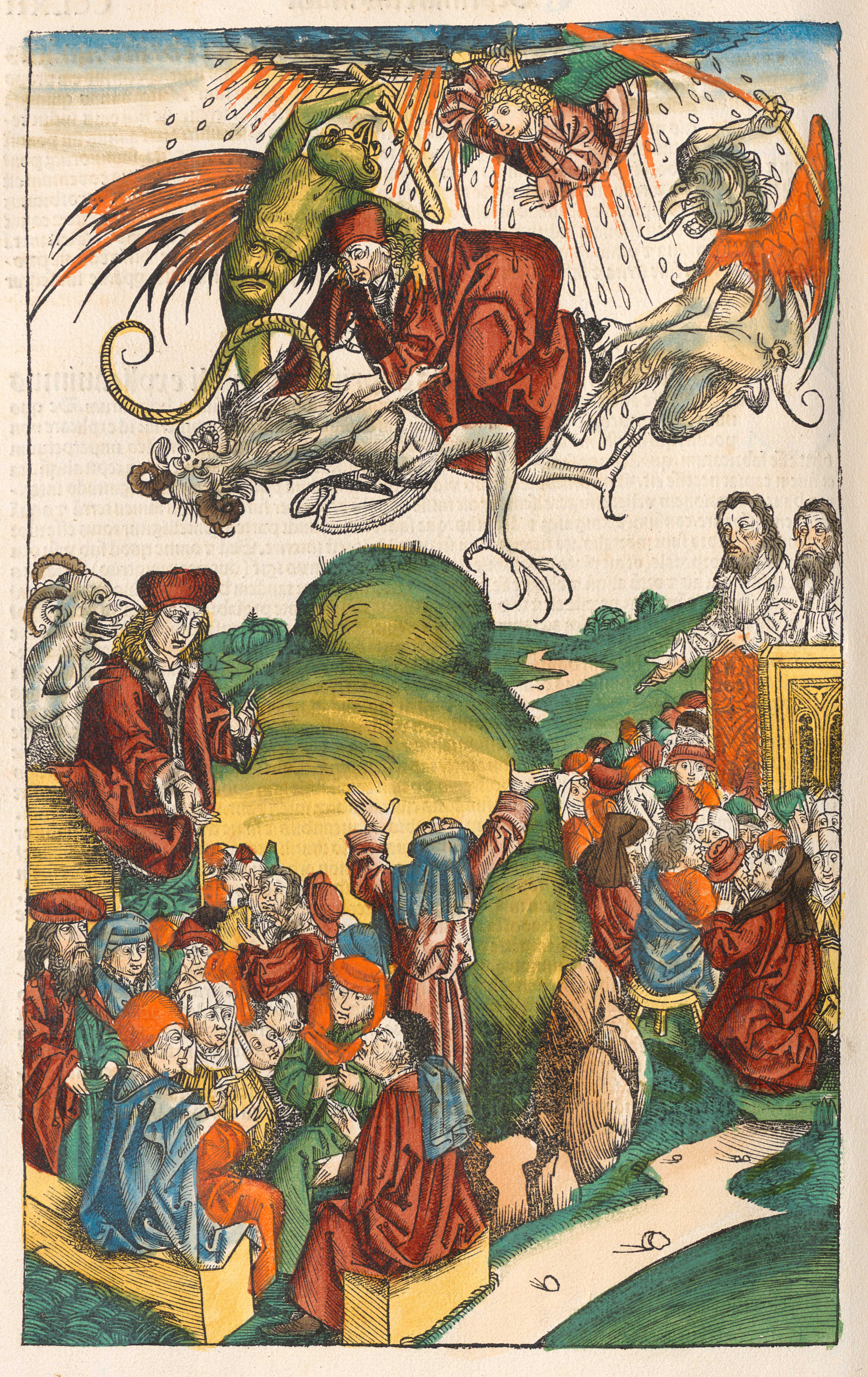
Смерть Симона Волхва

Основная тенденция при вымышленном изображении Симона в Клементинах — отождествление его с апостолом Павлом как «врагом Моисеева закона и лукавым извратителем истинного христианства». У исторического Симона как родоначальника гностики и апостола Павла была лишь та общая черта, что оба они, хотя в различных направлениях, решительно вывели религиозную мысль христиан из пределов современного им ортодоксального иудейства. Хотя Симон, несомненно, был причастен эллинистическому образованию, но прямая принадлежность ему теософского сочинения «Великое изъяснение» (греч. μεγάλη απόφασις), откуда значительные отрывки приводятся у Ипполита, подвергается сомнению; во всяком случае достоверно, что это любопытное сочинение, при религиозно-мистическом содержании пропитанное философскими понятиями Гераклита, Эмпедокла, Аристотеля и стоиков, вышло из среды ближайших последователей Симона.
Абсолютное начало всего возможного и действительного автор «Великого изъяснения» обозначает как двойственный огонь — скрытый и явный (греч. πϋρ διπλουν — το μέν τι κρυπτόν, το δέ τι φανερον); первый скрывается во втором, второй возникает из первого. Помимо метафорического названия сверхнебесного огня (греч. το πύρ ύπερουράνιον), абсолютное начало Симона обозначается и философски посредством аристотелевых понятий δύναμις и ενέργεια (потенция и акт). Первый акт абсолютного начала есть всеобъемлющая мысль (греч. επινοια), мысленно рождая которую абсолютное определяется как ум и отец.
Первая чета (греч. συζυγία) — ум и мысль, обращаясь внутренне на себя, развиваются в две другие: звук и название, рассудок и вожделение. Скрывающееся в этих «шести корнях бытия» единое абсолютное первоначало само по себе есть невидимая сила, непостижимое молчание (греч. δύναμις σιγή αορατος, άκαταληπτος); в своей чистой потенциальности, как нераскрывшийся зачаток или точка бытия, оно есть по преимуществу малое ( το μικρόν); но, будучи таковым лишь для видимости, оно становится великим, определяясь в себе как ум и мысль и вечно выводя из себя все дальнейшие определения мира умопостигаемого — а эго мысленно великое становится беспредельным в явлениях реального мира, который развивается по той же схеме активно-пассивных, мужеско-женских сочетаний, как и мир умопостигаемый.
Первой сизигии (уму и мысли) соответствуют здесь небо и земля, второй (звуку и названию) — солнце и луна, третьей (рассудку и вожделению) — воздух и вода. Единый подлинный деятель и двигатель всего этого логического и физического процесса есть то же самое абсолютное начало в своей являемости, или «явный огонь», великая творческая сила, «изображающаяся» во всем видимом и невидимом — тот έστώς οτάς, στησόμενος, с которым отождествлял себя Симон. В «Великом изъяснении» этот актуальный сущий (греч. ών) бог представлен говорящим предвечной или предсуществующей (греч. προυπάρχουσα) силе божества (абсолютному первоначалу как таковому): «Я и ты — одно, прежде меня — ты, то, что за тобой, — я». Этот «второй бог» — или всецелая действительность абсолютного — называется также седьмой силой, как завершение всех дел, исходящих из семи корней бытия в горнем и дольнем мире. Между этим умозрением и мистическим романом ума и мысли — Симона и Елены — нельзя установить прямой связи, вероятно потому, что «Великое изъяснение» не дошло до нас в полном виде. Из последователей Симона и Елены церковные историки не называют крупных имен; непосредственно за Симоном выступает Менандр — близкий к нему, но самостоятельный гностик.

## Учение
Учение Симона засвидетельствовано рядом авторов, в числе которых Иустин Философ, Ириней Лионский, Ипполит Римский, Епифаний Кипрский. Авторы часто ссылаются именно на Иустина Философа, поскольку он был родом из Самарии, как и Симон. Также подробные сведения содержатся в Псевдо-Климентинах, приписываемых якобы Клименту I. Ипполит Римский в своём ересиологическом труде «Философумена» приписывает Симону Волхву авторство над утерянным трактатом Apophasis Megale (рус. Великое откровение) и несколько раз цитирует его анонимный пересказ III века.
Иреней Лионский со ссылкой на утерянную «Синтагму» Иустина Философа пишет, что Симон обожествлял свою фигуру: Симон «учил, что он есть тот самый, который между иудеями явился как сын, в Самарию нисходил Отцом, к прочим же народам пришел как Святой Дух».

## Исторический прототип

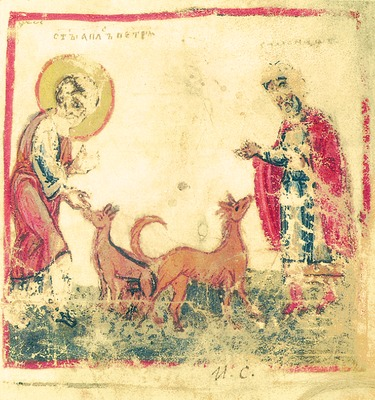
Творение чудес апостолом Петром и Симоном магом. Миниатюра из Тверского списка Хроники Георгия Амартола, первая половина XIV века

В научной среде нет конесенсуса касательно того, существовал ли Симон Волхв в действительности и насколько правильны свидетельства о нём. В частности, Эрнст Хаенхен предполагает, что Лука мог намеренно назвать Симона самаритянином, чтобы очернить его за гностическую деятельность, на что впоследствии ссылаются христианские авторы. Ханс Йонас высказывает сомнение касательно того, являются ли Симон из Деяний Апостолов и Симон Волхв, описываемый поздней литературой, одним и тем же человеком. Также Йонас указывает на то, что симониане — автономное от христианской традиции религиозное течение, несмотря на то, что Отцы Церкви называли его «отцом всех ересей» в христианстве. Последователи Симона говорили о нём, согласно Деяниям Апостолов, так: «сей есть великая сила Божия» (Деян. 8:10), что даёт основание полагать, что Симон выдавал себя за мессию.

## В массовой культуре
- «Серебряная чаша» — режиссёр Виктор Сэвилл (США, 1954), в роли Симона — Джек Пэланс.
- роман «Иллюзионист» Аниты Мейсон (номинант на Букеровскую премию 1983 года)